# Олень (озеро)
Олень — озеро, лиман, расположенное на территории Генического района (Херсонская область, Украина). Площадь — 3,2 км². Тип общей минерализации — солоноватое. Происхождение — лиманное. Группа гидрологического режима — сточное.
Расположено в границах Азово-Сивашского национального природного парка.

## География
Длина — 2,8 км, ширина наибольшая — 2,1 км. Глубина наибольшая — 2,5 м. Котловина неправильной треугольной формы, вытянутая с северо-востока на юго-запад. Берега пологие, заболоченные, поросшие тростником обыкновенным.
Олень расположено на северо-западном побережье косы Бирючий Остров. Не впадают реки. Протокой сообщается с озером Лиман Ямкивский и Утлюкским лиманом Азовского моря.
Питание за счёт водообмена с Утлюкским лиманом Азовского моря. Температура летом до 30 °С. Зимой замерзает. Дно устлано песчаными отложениями, укрытыми слоем ила и ракушки.

## Природа
Водятся кефаль, бычки и другие. Распространены зелёные водоросли. Встречается множество водоплавающих птиц.